# Marie-Rose Durocher
Blahoslavená Marie-Rose Durocher (6. října 1811, Saint-Antoine-sur-Richelieu – 6. října 1849, Longueuil) byla kanadská římskokatolická řeholnice a zakladatelka Sester svatých jmen Ježíše a Marie. Katolická církev jí uctívá jako blahoslavenou.

## Mládí
Narodila se v 6. října 1811 ve vesnici Saint-Antoine-sur-Richelieu jako Eulalie-Mélanie. Byla desáté dítě z jedenácti Oliviera a Geneviève Durocherových, velmi prosperujích farmářů. Tři z jejích sourozenců zemřeli v dětství. Její bratři Flavien, Théophile, a Eusèbe se stali římskokatolickými knězi a její sestra Séraphine vstoupila do Kongregace de Notre Dame z Montréalu.
Až do 10 let jí vyučoval jako domácí učitel jejich dědeček z otcovy strany Olivier Durocher. Po jeho smrti roku 1821 se stala žákem v klášteře Kongregace de Notre Dame v Saint-Denis-sur-Richelieu kde ve 12 letech přijala První svaté přijímání. Poté se vrátila domů kde byla vyučována Jean-Marie-Ignace Archambaultem, učitelem na Collège de Saint-Hyacinthe. Během této doby vlastnila koně se jménem Caesar a stala se kompetentní jezdkyní.
Roku 1827 v 16 letech vstoupila do internátní školy Kongregace de Notre Dame v Montréalu, kde měla v úmyslu vstoupit dříve jako její sestra Séraphine do noviciátu. Nicméně její zdravotní stav nebyl moc dobrý aby mohla dokončit vzdělání a tak se po dvou letech vrátila domů. Současník Marie později napsal: "Byla báječná, neviděla vlastní hodnoty a vše přisuzovala Bohu a tvrdila že je v ní slabost a bída. Byla posedlá okouzlující skromností, byla jemná a laskavá. Vždy naslouchala hlasu svých učitelů a více poslouchala Boží hlas.
Roku 1830 zemřela její matka Geneviève a Eulalie převzala roli matky jako hospodyně. Roku 1831 její bratr Theophile, který byl v té době kurátem farnosti Saint-Mathieu v Belœilu, přesvědčil jí a svého otce aby se přestěhovali z rodinné farmy k němu na farnost. V letech 1831-1843 zde pracovala jako hospodyně a sekretářka. V průběhu této práce byla obeznámena o vážném nedostatku škol a učitelů v okolí. Marie projednávala spolu se svými známými a rodinou že by bylo třeba založil řeholní komunitu zaměřenou na vzdělávání chudých a bohatých dětí.

## Zakladatelka
Roku 1841 Louis-Moïse Brassard farní kněz v Longueuilu projednával s Eugènem de Mazenod biskupem diecéze Marseilles o zřízení misie v Québecu francouzskou kongregací Sœurs des Saints-Noms de Jésus et de Marie. Eulalie se od Brassarda dozvěděla o tomto návrhu. Spolu se svojí přítelkyní Mélodií Dufresne se po příjezdu sester do Kanady chtěla připojit do noviciátu. Nicméně misie zde nevznikla ale místo toho Eugène doporučil Ignacovi Bourgetovi biskupovi Montréalu založit podobnou kongregaci dvěma ženami které se chtěli připojit k francouzským sestrám.
Dne 2. prosince 1841 přijeli do Montréalu Misionáři obláti Panny Marie Neposkvrněné a v srpnu 1842 otevřeli kostel v Longueuilu. Mezi obláty byl otec Pierre-Adrien Telmon který odcestoval do Belœilu provádět populární misi kde se setkal s Eulalií a stal se jejím duchovním otcem. Dne 6. října 1843 odešla do Longueuilu aby byla svědkem slibů svého bratra Eusèbeho azde se setkala s biskupem Bourgetem. Společně Bourget a Telmon žádali Marii aby převzala vedoucí roli v založení nové náboženské kongregace věnované křesťanské výchově mládeže. S žádostí souhlasila a 28. října 1843 vstoupila pod vedením otce Jeana-Marie Francois Allarda, O.M.I. v kostele Saint-Antoine v Longueuilu do postulátu. Po ní vstoupily také její přítelkině Mélodie Dufresne, a Henriette Céré učitelka v Longueuilu.
Dne 28. února 1844 při obřadu vedeném biskupa Bourgetem vstoupily tři postulantky do noviciátu, získaly řeholní hábity a řeholní jména. Eulalie-Mélanie se stala sestrou Marií-Rosou, Mélodie sestrou Marií-Agnes a Henriette Marií-Madeleine. Biskup tuto novou komunitu pojmenoval Sestry svatých jmen Ježíše a Marie a to podle francouzské komunity do které chtěla Marie vstoupit. Dne 8. prosince 1844 složily své věčné řeholní sliby. Biskup Bourget jej jmenoval představenou a mistryní noviciátu.
Zemřela z důvodu nemoci 6. října 1849. Její tělo odpočívá v kon katedrále Saint-Antoine-de-Padoue.

## Proces blahořečení
Dne 9. listopadu 1927 byl započat její proces blahořečení. Dne 13. července 1979 jí papež sv. Jan Pavel II. prohlásil za ctihodnou. Blahořečena byla 23. května 1982.